# Campionato Internazionale FIA di Formula 3
Il Campionato Internazionale FIA di Formula 3 (FIA Formula 3 International Trophy) fu una serie automobilistica internazionale, sancita secondo i regolamenti della Federazione Internazionale dell'Automobile (FIA), riservata a vetture di Formula 3, che fu disputato nel 2011.
Lo scopo della serie era quella di premiare il pilota che ottiene i migliori risultati nelle più prestigiose gare riservate a vetture di tale categoria, per lo più non comprese nei calendari dei vari campionati nazionali. Nel calendario 2011 vennero compresi il The Masters of Formula 3, il Gran Premio di Pau, il  Gran Premio di Macao, il Korea Super Prix. Per completare il calendario vennero aggiunte anche gare valide per la F3 inglese, disputate a Spa e l'appuntamento della F3 Euro Series all'Hockenheimring.
Al vincitore della serie venne concessa la Superlicenza FIA per 12 mesi.
Il 9 marzo 2012 la categoria viene rimpiazzata con la riproposizione del Campionato europeo di Formula 3, denominato FIA European F.3 Championship, che di fatto assorbe anche la F3 Euro Series.

## Sistema di punteggio
Il sistema era lo stesso adottato in Formula 1 e negli altri campionati FIA, con i punti che sono assegnati ai primi dieci classificati. I punti vennero assegnati, secondo lo schema seguente, in entrambe le gare che si disputeranno per ciascun appuntamento:
| Sistema di punteggio | Sistema di punteggio | Sistema di punteggio | Sistema di punteggio | Sistema di punteggio | Sistema di punteggio | Sistema di punteggio | Sistema di punteggio | Sistema di punteggio | Sistema di punteggio | Sistema di punteggio |
| Posizione            | 1º                   | 2º                   | 3º                   | 4º                   | 5º                   | 6º                   | 7º                   | 8º                   | 9º                   | 10º                  |
| -------------------- | -------------------- | -------------------- | -------------------- | -------------------- | -------------------- | -------------------- | -------------------- | -------------------- | -------------------- | -------------------- |
| Punti                | 25                   | 18                   | 15                   | 12                   | 10                   | 8                    | 6                    | 4                    | 2                    | 1                    |

## Albo d'oro
| Anno | Campione      |
| 2011 | Roberto Merhi |
| ---- | ------------- |